# Heiligenhof (Bad Kissingen)

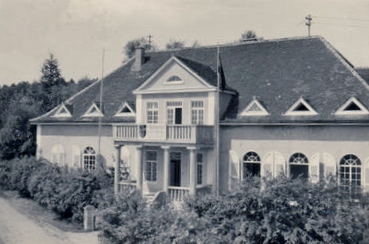
In diesem Gebäude fing es 1952 an

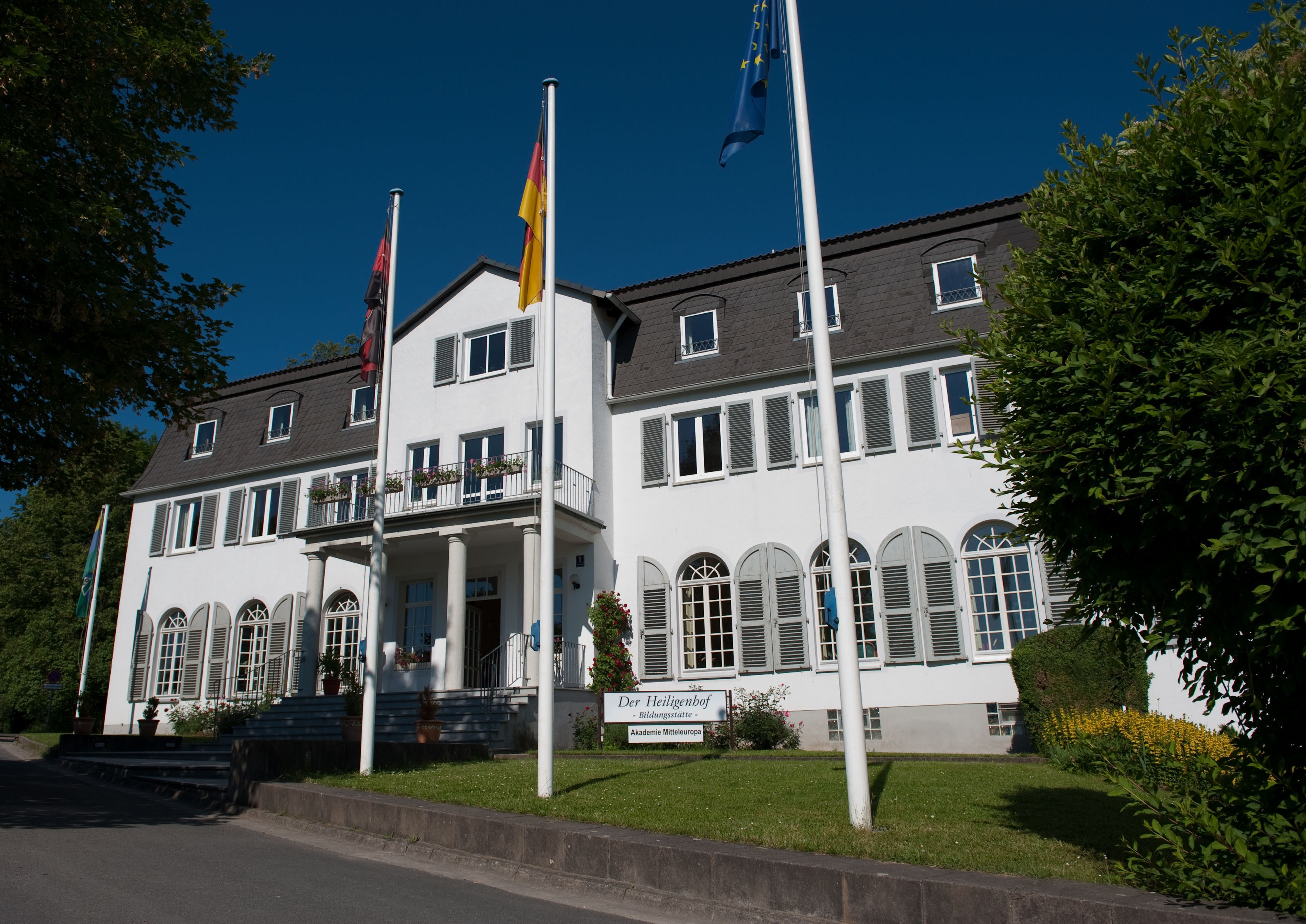
Heiligenhof Bad Kissingen (Vorderansicht, 2009)

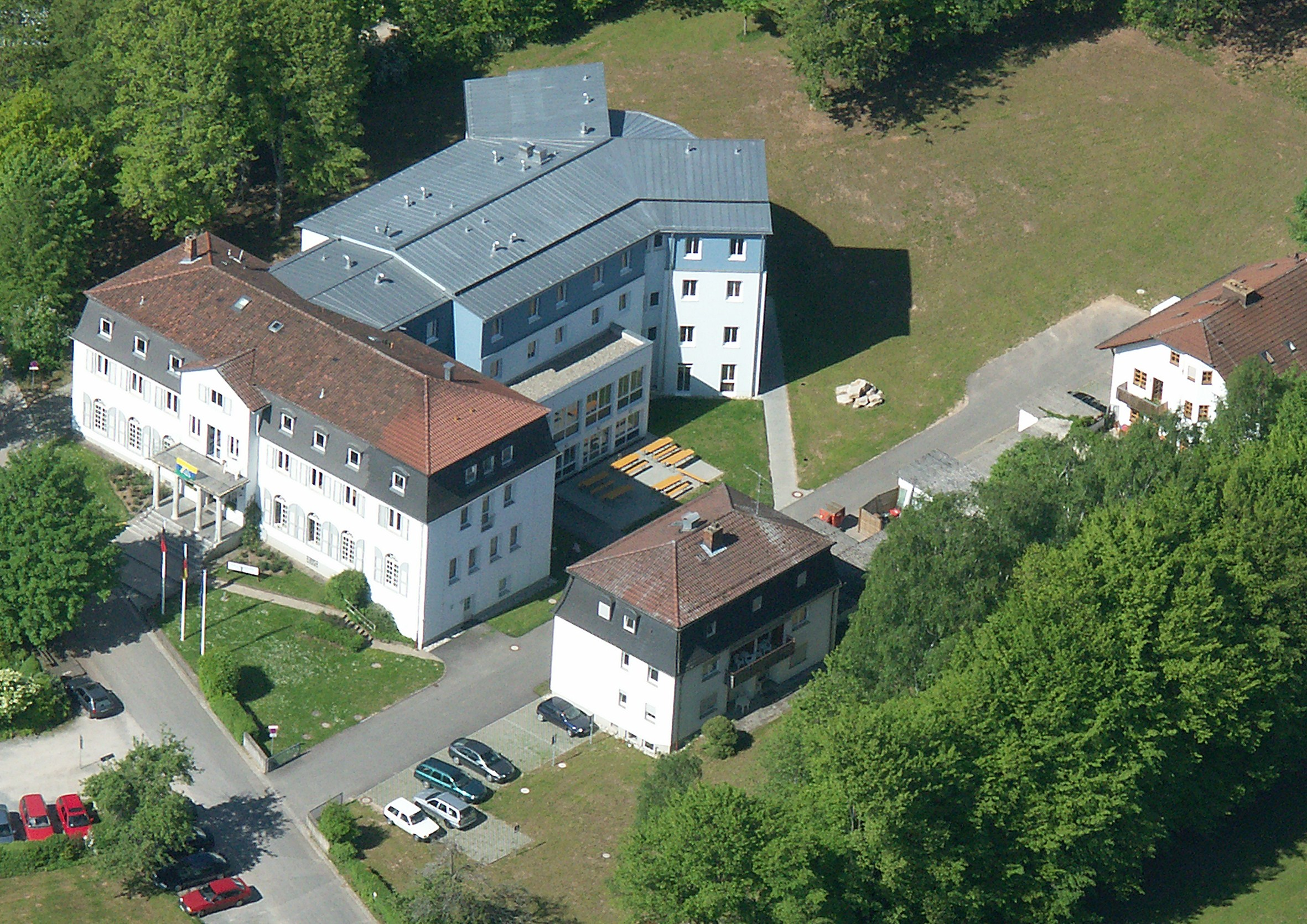
Heiligenhof Bad Kissingen

Der Heiligenhof ist eine deutsche Bildungs- und Begegnungsstätte in Bad Kissingen und Mitglied im Arbeitskreis deutscher Bildungsstätten. Als Jugendherberge ist er außerdem Mitglied im Deutschen Jugendherbergswerk (DJH). Träger ist die Stiftung Sudetendeutsches Sozial- und Bildungswerk. Das Motto des Hauses ist „Alles Leben ist Begegnung“. Aufgabenstellung ist die musische, kulturelle, politische und historische Bildung mit dem Schwerpunkt der Beziehungsgeschichte der Deutschen mit ihren östlichen Nachbarn.

## Geschichtliche Entwicklung
Der Heiligenhof (historische Adresse: Garitz Nr. 150, heute: Alte Euerdorfer Str. 1) war ursprünglich ein 3,26 Hektar großer Gutshof in der Kurstadt Bad Kissingen in der Gemarkung „Heiligenfeld“.
In der zweiten Hälfte des 19. Jahrhunderts wurde auf diesem Areal eine Ziegelei betrieben, zu der auch ein Wohn- und Verwaltungsgebäude gehörte. Zu Beginn des Ersten Weltkrieges musste die Ziegelei allerdings geschlossen werden und die Gebäude verfielen allmählich. Erst im Jahr 1923 kaufte der Privatier Carl Schröder das Gelände und ließ sich darauf eine Villa sowie ein Pumpenhaus zur Wasserversorgung errichten. Im Jahr 1941 baute sich der Architekten Fritz August Breuhaus de Groot diese Villa für Wohn- und Bürozwecke zu einem stattlichen Landhaus mit repräsentativem Säulenportal aus. Die Familie bewohnte das Haus, für das Breuhaus de Groot sogar noch weitere
Umbaupläne ausgearbeitet hatte, bis zu ihrem Umzug nach Köln im Jahr 1950.
Mit Kaufvertrag vom 20. März 1952 und einer Anzahlung von 30.000 DM, die es von Arne Torgersen (1910–1987) erhalten hatte, dem damaligen Leiter der Norwegischen Europahilfe in Deutschland, übernahm das erst am 5. Januar 1952 gegründete Sudetendeutsche Sozialwerk für einen Preis von 70.000 DM am 1. April 1952 das Landhaus mit Grundstück und führte es seitdem als „sudetendeutsche Heimstätte der europäischen Jugend“. Die Einrichtung mit damals 35 Etagenbetten aus Beständen der US-Army war zu diesem Zeitpunkt noch spartanisch ausgestattet, im Sommer mangelte es an Wasser, Sanitäranlagen und Küchenausstattung waren unzureichend. Doch für die Kinder und Jugendlichen aus dem Sudetenland war es ausreichend. Viele litten nach ihrer Vertreibung an Mangelerkrankungen und wurden deshalb nach Bad Kissingen zur Erholung geschickt. Mit vier Mitarbeitern und 35 Gästen fing die Arbeit 1952 an. Das Sudetendeutsche Sozialwerk habe sich für den Standort Bad Kissingen wegen seiner zentralen Lage in Deutschland entschieden, wird Oskar (Ossi) Böse, der erste Leiter der Begegnungsstätte, in der Festschrift 60 Jahre Heiligenhof (Bad Kissingen 2011) zitiert.
In den folgenden sechs Jahrzehnten wurde das Grundstück durch Zukauf und Pacht auf sechs Hektar ausgedehnt und das Gebäude zu einem Komplex aus Haupthaus, dem früheren Landhaus, und fünf Nebengebäuden (Wirtschaftsgebäude, Personalhaus, Gästehäuser) mit über 220 Betten in Ein-, Doppel- und Mehrbettzimmern erweitert. Das Haupthaus hat heute 100 Betten in Vier- bis Sechs-Bett-Zimmern und ist zusätzlich ausgestattet mit Küche und Restaurant, mehreren Veranstaltungsräumen, großem Multifunktionssaal und Bibliothek. Im Freigelände gibt es einen Hochseilgarten, Kletterturm, eine Bogenschießanlage, eine Waldbühne sowie Zelt-, Grill- und Sportplätze. Die Gesamtkosten für diesen Ausbau über sechs Jahrzehnte wurden (2011) mit etwa fünf Millionen Euro beziffert. Der jährliche Jahresumsatz wurde 2011 mit etwa 1,3 Millionen Euro angegeben. Die Einrichtung wird mit 16 Beschäftigten betrieben und verbuchte 2011 etwa 33.000 Übernachtungen.

## Tätigkeitsfeld
In den 1950er und 1960er Jahren wurde der Heiligenhof ausschließlich für die Jugendarbeit genutzt. In den 1970er Jahren begann man zusätzlich mit dem Auf- und Ausbau der Erwachsenen- und Weiterbildung – zunächst mit sudetendeutschem Besucher- und Themenschwerpunkt. Doch schon bald öffnete man sich auch anderen nationalen Minderheiten mit vergleichbarem Schicksal. Nach dem Zusammenbruch des Ostblocks und der deutschen Wiedervereinigung (1990) wurde das Tätigkeitsspektrum in der Bildungsarbeit um völlig neue Teilnehmer-Zielgruppen und neue Themen entsprechend erweitert. Ein besonderer Schwerpunkt der aktuellen Arbeit sind die Begegnungen und der Gedankenaustausch mit Menschen aus Ostmitteleuropa, insbesondere Jugendlichen.
Aufgaben und Zielsetzungen der heutigen Tätigkeit sind entsprechend dem im Jahr 2005 erstellten Unternehmensleitbild
- die Vermittlung der Geschichte Mitteleuropas, vor allem von Böhmen, Mähren und Sudetenschlesien, den Regionen der heutigen Tschechischen Republik;
- die Auseinandersetzung mit allen Formen des Totalitarismus in der deutschen und europäischen Geschichte und ihren Folgen;
- die Mitwirkung an dem Prozess zur Herstellung bzw. Stabilisierung der „inneren Einheit“ der Deutschen nach der Wiedervereinigung;
- die Stärkung des freiheitlich-demokratischen Gemeinwesens in der Bundesrepublik Deutschland und Beteiligung an dem demokratischen Transformationsprozess in den ostmitteleuropäischen Nachbarstaaten;
- die Orientierung an den grundlegenden Prinzipien des Völkerrechts, insbesondere der allgemeinen Menschenrechte, des Selbstbestimmungsrechts und des Rechts auf die Heimat für alle Völker und Volksgruppen;
- die Kritik und Mitwirkung an der Ächtung jeder Form von Diskriminierung von Minderheiten und von Vertreibungen;
- die Pflege der kulturellen Traditionen der Deutschen aus den Siedlungsgebieten in Ostmittel-, Ost- und Südosteuropa sowie in den GUS-Staaten;
- die Annäherung an die Mentalitäten und besseres Kennenlernen der ostmitteleuropäischen Nachbarvölker als Basis für eine solide Verständigung mit dem Ziel einer Partnerschaft freier Völker in Europa;
- das Bekenntnis zu einem einvernehmlichen Zusammenleben aller Völker und Volksgruppen in einer subsidiär gegliederten Europäischen Union.

Inzwischen treffen sich im Heiligenhof auch die verschiedensten Personengruppen, die überhaupt nicht mit der sudetendeutschen Geschichte in Verbindung stehen. Dazu gehören Schulklassen, Chöre und Vereine, die gemeinsam eine Freizeit verbringen. Großfirmen schicken ihre Auszubildenden zum gegenseitigen Kennenlernen oder zu Weiterbildungsseminaren während der Ausbildung. Mitglieder kirchlicher Einrichtungen, Personalräte und Gewerkschafter tagen heute im Heiligenhof ebenso selbstverständlich wie Heimatvertriebene und Mitglieder landsmannschaftlicher Vereinigungen. War der Heiligenhof ursprünglich nur eine Jugendbegegnungsstätte, sind heute Vertreter aller Altersgruppen oft gleichzeitig im Haus versammelt.
Die Einrichtung ist heute ein erlebnispädagogisches Zentrum. Das Haupthaus wird seit einigen Jahren auch als offizielle Jugendherberge genutzt.

## Trivia
Bundespräsident Karl Carstens besuchte 1980 auf seiner Deutschland-Wandertour auch den Heiligenhof. Sein Amtsvorgänger Heinrich Lübke verlief sich 1964 während eines Bad Kissinger Kuraufenthaltes mit Ehefrau Wilhelmine im nahen Wald. Kinder aus dem Zeltlager führten das Präsidentenpaar schließlich im Triumphzug zum Heiligenhof.

## Planung
Ab Herbst 2014 ist die mit 1,3 Millionen Euro veranschlagte Generalsanierung und bauliche Erweiterung des Haupthauses, also des einstigen Landhauses, vorgesehen.

Heiligenhof-Vorderansicht
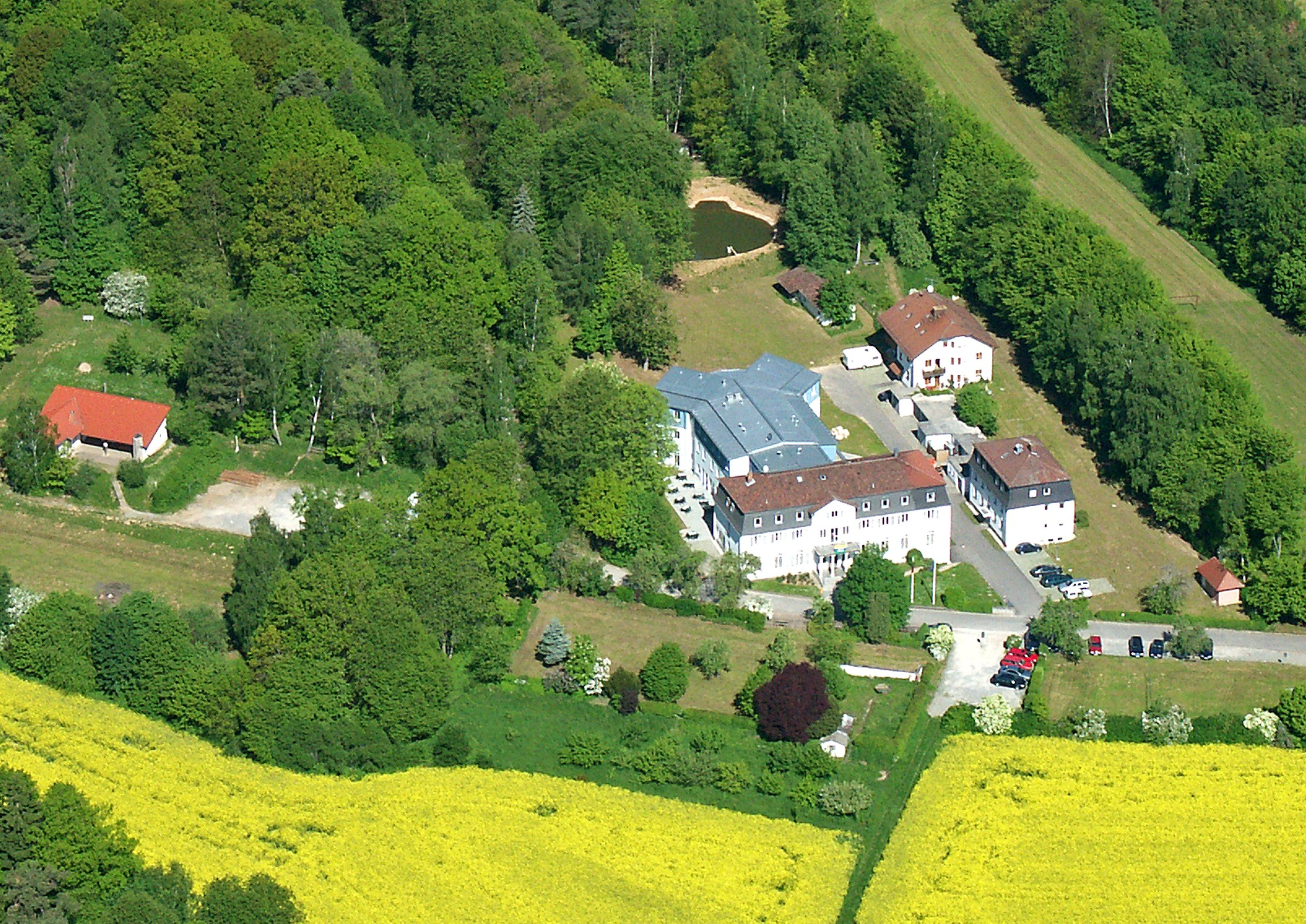
Luftbild vom Heiligenhof
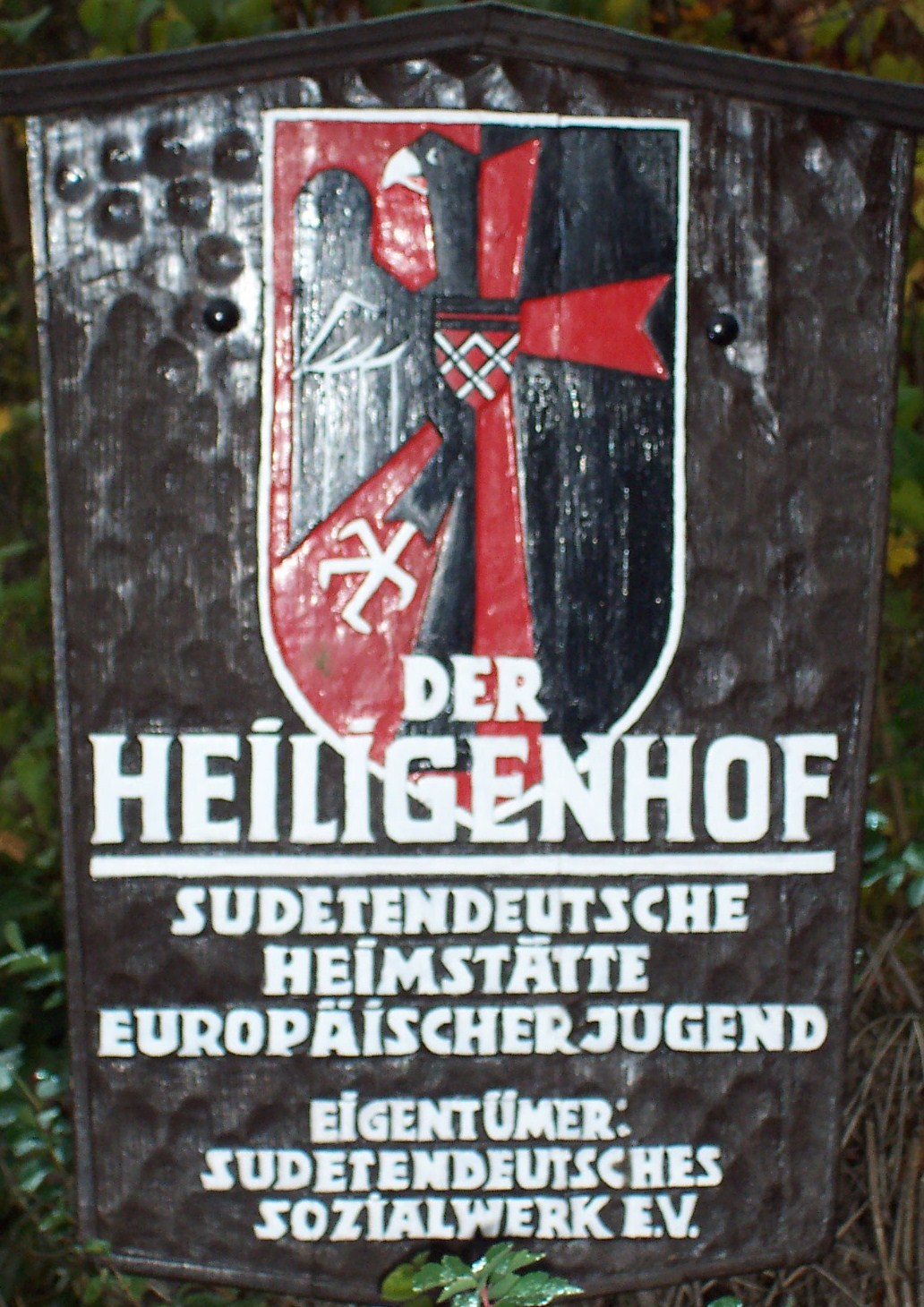
So fing alles 1952 an